# Summer Side of Life
Summer Side of Life è un album in studio del cantautore canadese Gordon Lightfoot, pubblicato nel 1971.

## Tracce
Side 1
1. 10 Degrees and Getting Colder – 2:43
2. Miguel – 4:12
3. Go My Way – 2:13
4. Summer Side of Life – 4:05
5. Cotton Jenny – 3:26
6. Talking in Your Sleep – 2:56

Side 2
1. Nous Vivons Ensemble – 3:45
2. Same Old Loverman – 3:21
3. Redwood Hill – 2:48
4. Love and Maple Syrup – 3:13
5. Cabaret – 5:49